# Église Saint-Étienne de Saint-Étienne-de-Tinée
L’église Saint-Étienne, est une église catholique française, située dans le département des Alpes-Maritimes, sur la commune de Saint-Étienne-de-Tinée.

## Historique
Dans une charte de 1066 la cathédrale de Nice reçoit le don du prieuré de «Sancti Stephani Tiniensi». 
La seigneurie appartient à la famille de Thorame-Glandevès.
Le chœur est de style gothique du XIVe siècle, reste de la précédente église. Luc Thévenon fait remarquer que ce type de voûte est rare dans le Comté de Nice : «Ses supports se déploient en étoile avec nervures, liernes, tiercerons et formerets engagés dans les murs. Les clés sont plates». Il rapproche cette voûte de celle du porche de l'église Saint-Véran d'Utelle datant du début du XVIe siècle.
Le clocher de style roman lombard porte la date de 1492. La flèche octogonale a été refaite en 1669.
Le 19 juillet 1594, pendant les troubles des guerres de religion et l'affrontement entre Henri IV et les ducs de Savoie, les troupes de Lesdiguières se réfugient dans l'église. Le baron de Bueil y met le feu. Cet incendie se propage alors à tout le village. Seul le clocher résiste au feu. L'église est alors fortement endommagée et le culte doit être transféré dans les chapelles environnantes.
Par un acte du 20 mai 1613, les maîtres d'œuvre locaux, Georges Emeric et Antoine Isoard, s'engagent à reconstruire trois arcades effondrées et leurs piliers, à consolider les murs pour permettre de couvrir l'édifice.
L'évêque de Nice Valperga de Maglione fait une visite pastorale en 1783. Ému de l'état lamentable de l'église il prend la décision le 11 juillet d'interdire l'église au bout d'un délai de huit mois. Il met en demeure la communauté villageoise de démolir l'église existante et de la reconstruire. Devant la dépense importante, la communauté propose de simples réparations que refuse l'intendant général. Pour obtenir l'application des décisions de l'évêque, les autorités envoient une troupe de neuf soldats commandés par un caporal devant être logés par les habitants.
La communauté décide d'obéir et la troupe se retire le 6 juin 1784. Les plans de la nouvelle église sont faits par un architecte originaire de Suisse, Antoine Spinelli qui se rend à Saint-Étienne le 29 juin 1784. Son projet est contrôlé par l'architecte Antonio Maria Lampo et approuvé par le conseil local et mis aux enchères publiques le 24 septembre 1784. Les travaux sont confiés à l'entrepreneur Joseph Ballestre par un acte passé à Nice, le 30 juin 1785, pour un prix total de 16 490 lires. Les travaux doivent être terminés en 1787. On reproche à l'entrepreneur la mauvaise qualité des matériaux utilisés, ce qui entraîne l'arrêt de la construction pendant un an. Le 1er mars 1788, l'entrepreneur Ballestre abandonne le chantier. Finalement les travaux sont repris par Antoine Spinelli et sont à peine achevés au moment où les troupes françaises pénètrent dans le Comté de Nice. L'église est consacrée le 4 décembre 1789. Le dernier paiement à Spinelli date de 1793.
Le clocher est classé au titre des monuments historiques le 14 janvier 1908, le reste de l'église, sauf la partie classée, est inscrit au titre des monuments historiques le 9 septembre 1935.

## Architecture
La façade est baroque avec une division en deux étages rythmés par des pilastres avec des chapiteaux doriques en partie inférieure et ioniques à l'étage supérieur, terminée par un fronton triangulaire saillant, avec des ailerons latéraux avec volutes. L'importance du fronton traduit une tendance néoclassique. La façade est une transition entre le baroque piémontais et le style néoclassique.
Le plan de l'église est centré sur une vaste travée couverte d'une calotte décorée par une représentation de l'Assomption que Luc Thévenon a attribuée à Emmanuel Costa (1833-1921).

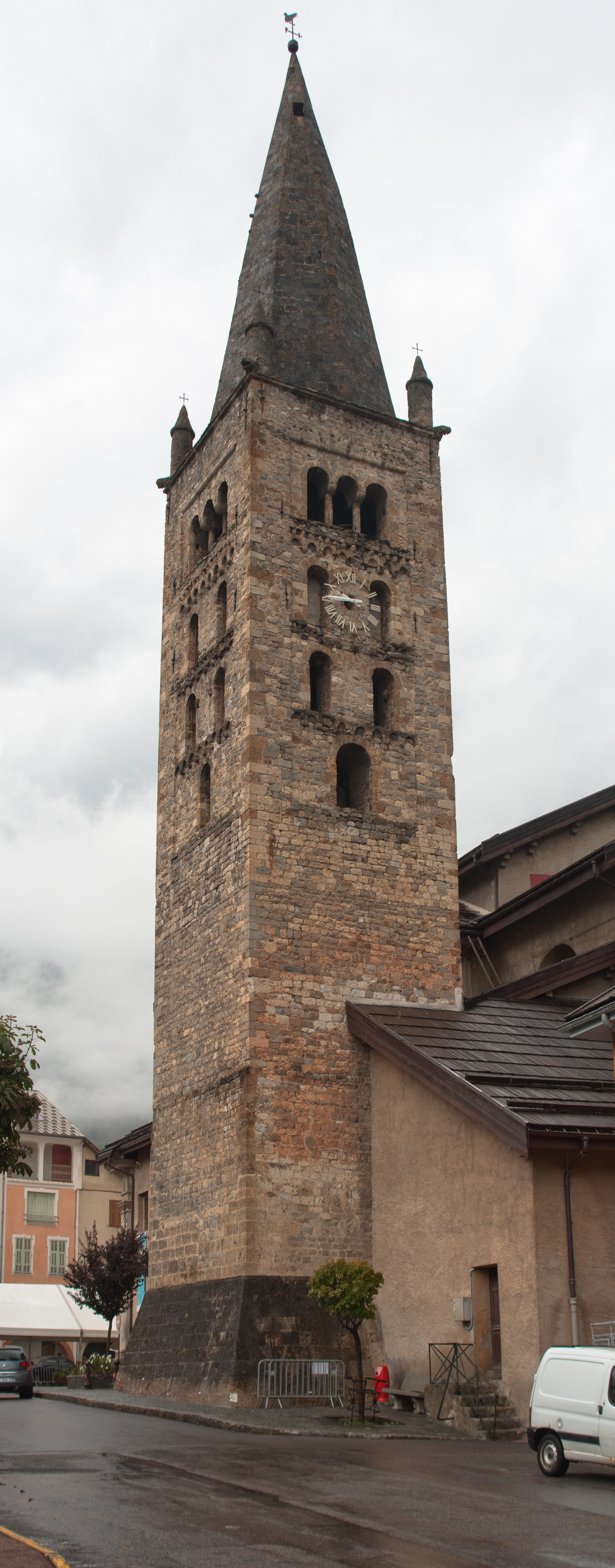
La tour du xve siècle de style roman lombard.
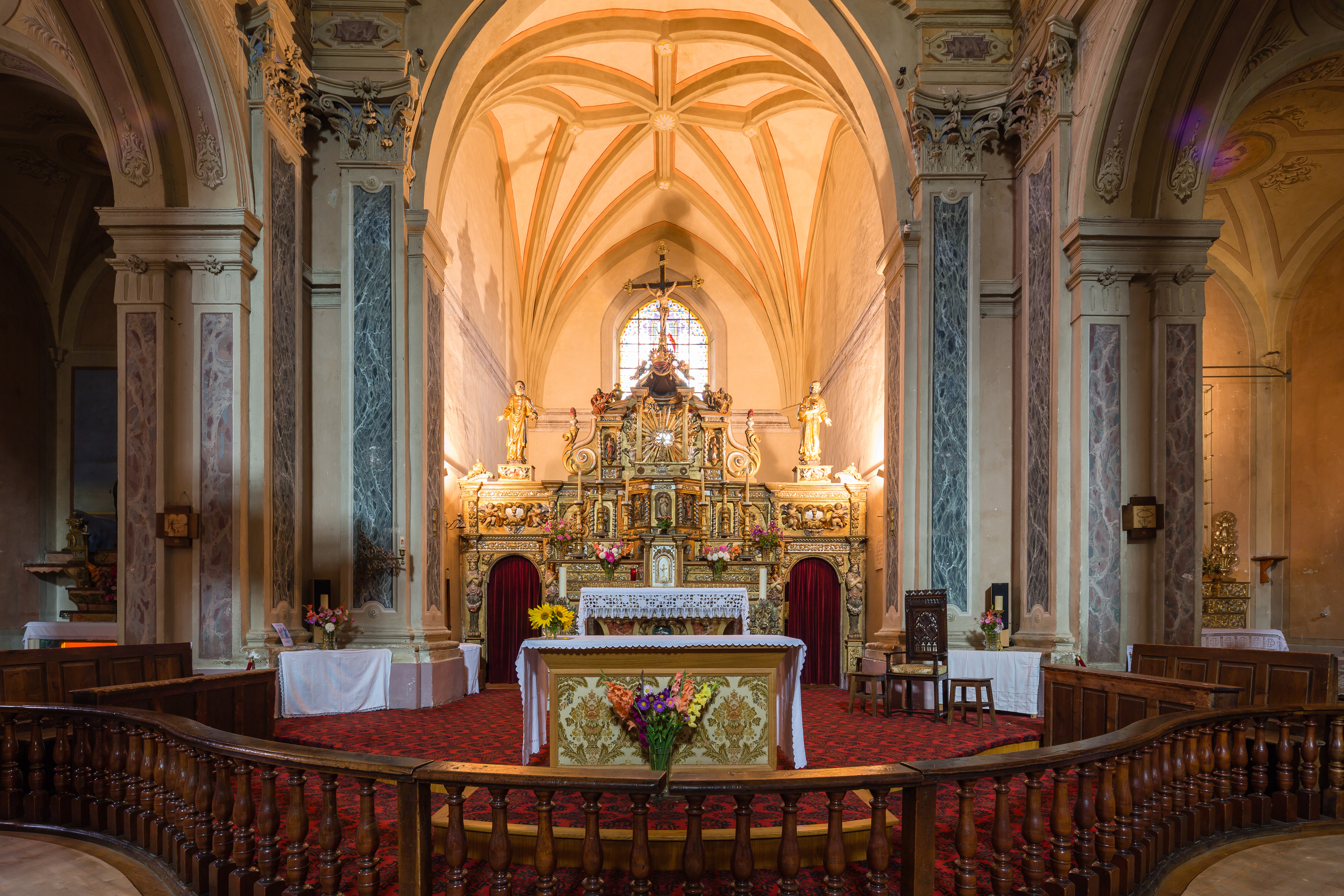
Le chœur de style gothique, avec un maître-autel de 1669.
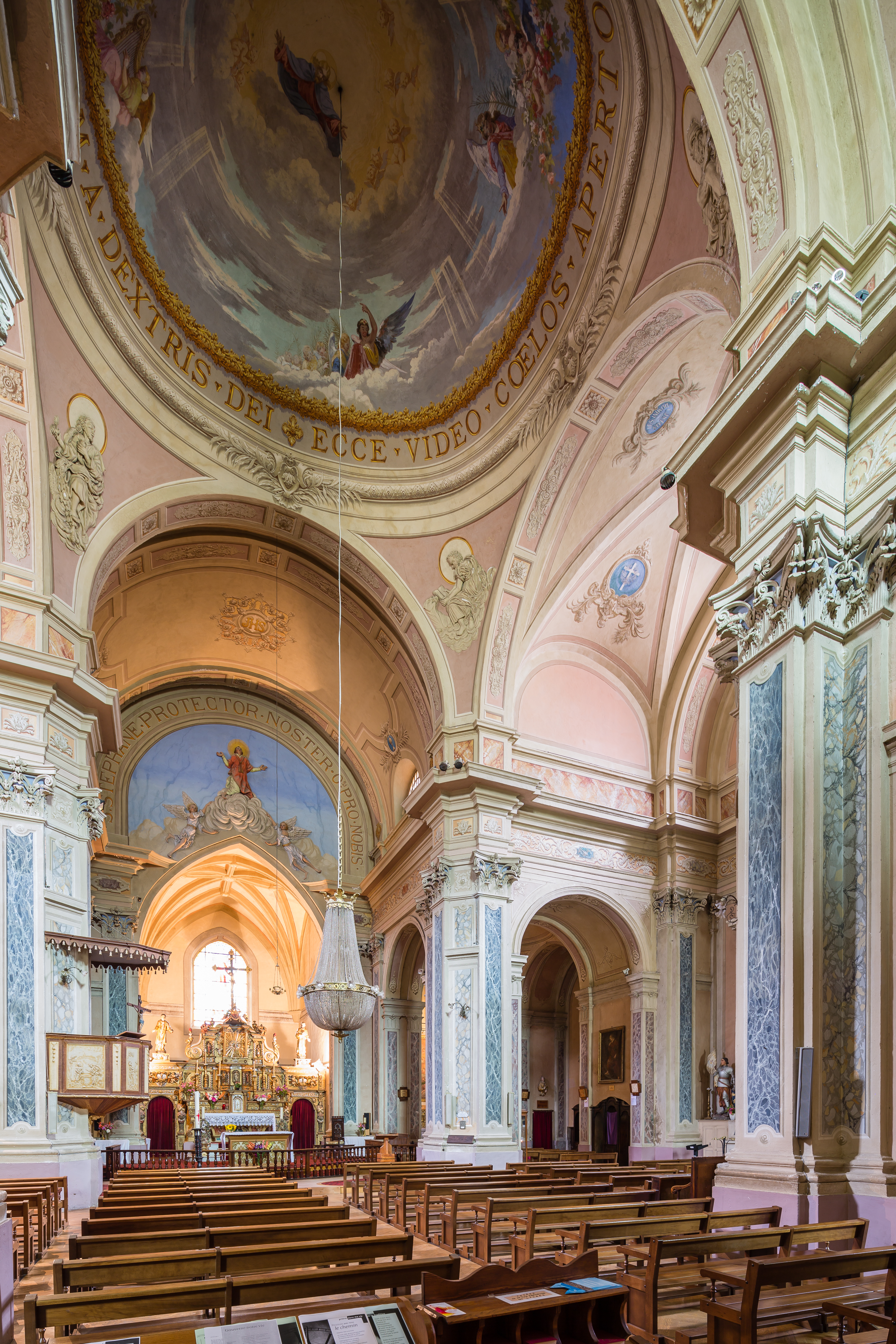
La calotte au-dessus de la croisée du transept.
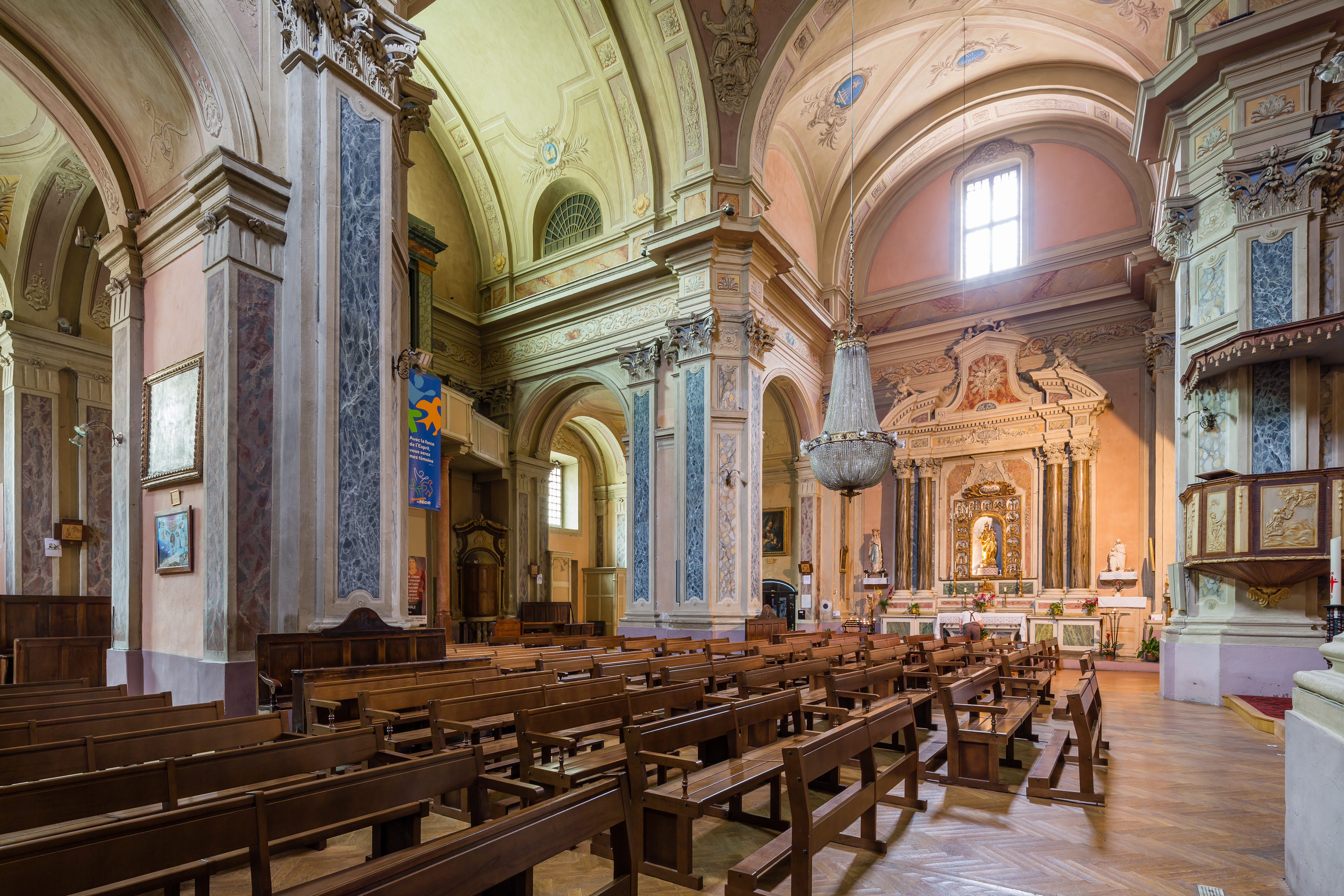
La nef et le bras nord du transept.

## Mobilier
L'église abrite le musée d'Art Religieux.
La base Palissy donne la liste des objets classés ou inscrits à Saint-Étienne-de-Tinée..
Le maître-autel est en bois sculpté et doré à la feuille d'or de style baroque datant de 1669. 
Dans la première chapelle latérale, côté est, on peut voir une toile sur le thème de l'Annonciation datée de 1700, réalisée par le peintre niçois Jacques Bottéro, connu entre 1682 et 1702.

## Orgue
L'église abrite un orgue construit en 1829 par les facteurs toscans Josué, Joannes et Nicomède Agati. Longtemps abandonné, il s'est dégradé. Il a été restauré en 1997 par le facteur Barthélemy Formentelli qui a pu lui redonner son état d'origine. L'orgue est classé au titre d'objet depuis 1991.